# Акты Московского государства 1541 года
Правление: 1533—1584 — Иван IV Васильевич Грозный  (опекунский совет)

## Акты Московского государства 1541 года
- 21 января — грамота великого князя Ивана Васильевича белозерскому наместнику Воронцову, о неподсудимости ему иноков, крестьян и людей Ферапонтова монастыря.
- 14 февраля — ввозная грамота новокрещёному Киятову Василию Баранчееву на село (?) в Старицком уезде.
- 23 октября и 25 ноября — две губные грамоты сёлам и деревням Троице-Сергиева монастыря в Тверском, Новоторжском, Старицком и Бежецком уездах, с предоставлением крестьянам права судить и казнить смертью разбойников.
- Деловая Комсиных: Матвея Петровича и Головы Микулина на деревни Рожново, Гайново и Зады Гайновские в Большой Задубровской слободе Кашинского уезда.